# Rue de la Pelleterie
La rue de la Pelleterie est une ancienne rue de Paris, aujourd'hui disparue. Elle était située dans le quartier de la Cité, sur l'île de la Cité. Elle a disparu lors de la création du tribunal de commerce de Paris dans les années 1860.

## Situation
La rue faisait 145 m de long. Elle reliait la rue de la Lanterne à la rue Saint-Barthélemy,. Après la destruction de l'église Saint-Denis-de-la-Chartre, elle se trouvait dans la continuité de la rue du Haut-Moulin. Le passage de Flore, construit à l'emplacement de l'église Saint-Barthélemy, débouchait dans la rue. La rue du Marché-aux-Fleurs y aboutit après 1812.
Quatre passages étroits donnant accès à la Seine traversaient les maisons du côté nord qui longeaient le fleuve.
Juste avant la Révolution française, la rue était à cheval sur plusieurs paroisses : Saint-Jacques-la-Boucherie au nord-ouest et à l'est, paroisse Sainte-Madeleine à l'angle sud avec la rue de la Lanterne, paroisse Saint-Barthélemy au centre. Pendant la Révolution française, elle fait partie de la section de la Cité, qui devient le quartier de la Cité lors de la création de l'ancien 9e arrondissement en 1795.

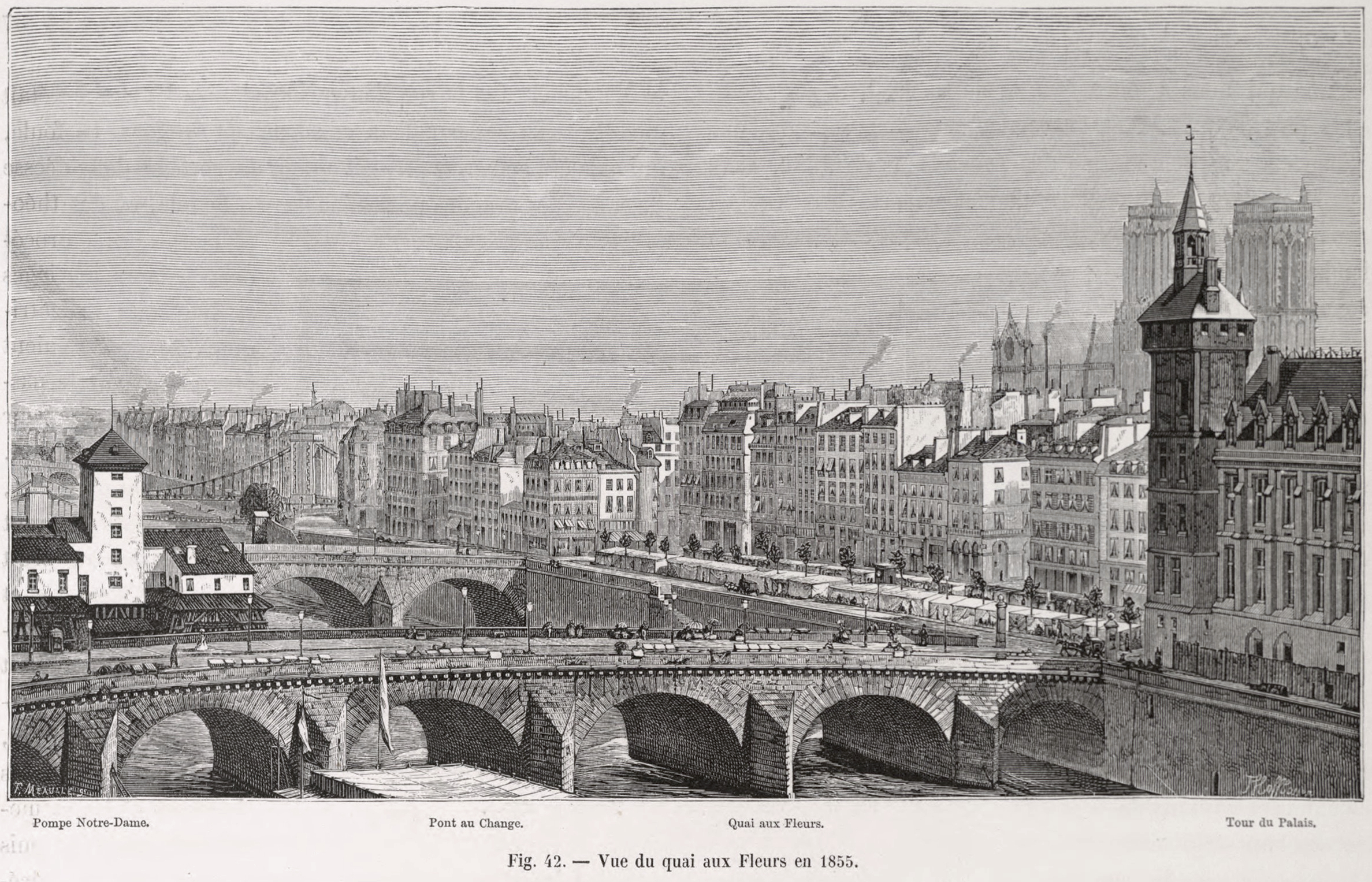
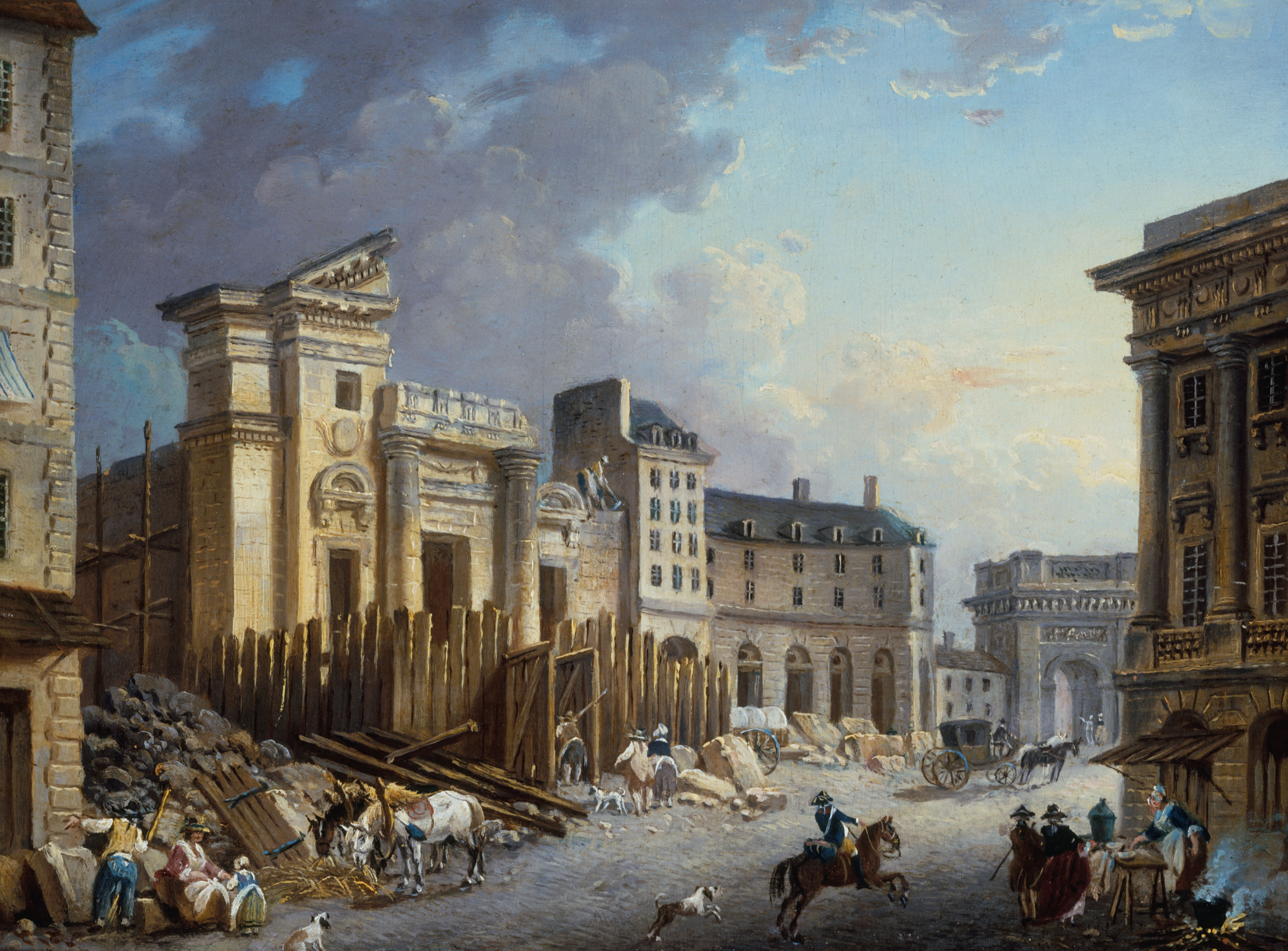
Démolition de l'église Saint-Barthélemy en 1791.

## Origine du nom
La rue était occupée par des artisans pelletiers, pratiquant le travail de diverses peaux d’animaux, pour le cuir ou la fourrure, et qui pouvaient ainsi utiliser l'eau du fleuve.

## Historique
La rue de la Pelleterie était à l'origine un chemin entre le rempart de la Cité et la Seine reliant le pont au change à la porte septentrionale ouvrant sur le pont-Notre-Dame (primitif grand-pont). Ses maisons du côté nord sur pilotis avaient leur façade sur le fleuve et leur entrée sur la rue. Elle était occupée par la communauté juive jusqu'à son expulsion et s'appelait « Micra Madiana » (la petite Madian). En 1183, dix-huit propriétés leur appartenant sont cédées par Philippe Auguste à des pelletiers. Elle était l'une des plus commerçante de la Cité.
Elle est citée dans Le Dit des rues de Paris de Guillot de Paris sous la forme « rue de la Peleterie ».
Elle est citée dans un manuscrit de l'abbaye Sainte-Geneviève de 1450 sous le nom de « rue vieille Pletetie ».
Elle est citée sous le nom de « rue de la Pelleterie», dans un manuscrit de 1636.
En 1702, la rue appelée « rue de la Vieille-Pelleterie », qui fait partie du quartier de la Cité, possède 25 maisons et 4 lanternes. Elles sont construites sur pilotis pour pénétrer plus avant dans le lit de la Seine afin de faciliter le travail des pelletiers et des teinturiers.
La rue longeait le côté nord de l'église Saint-Barthélemy. Après la démolition de l'église pendant la Révolution, le théâtre de la Cité-Variétés est construit à son emplacement.
En 1786, un édit royal ordonne la démolition des maisons bordant la rivière pour former un quai (l'actuel quai de la Corse). En 1808, le marché aux fleurs est établi sur le terrain vague entre le nouveau quai et la rue de la Pelleterie.
La partie ouest de la rue est supprimée lors la construction du tribunal de commerce de Paris, bâti entre 1860 à 1864,. Le reste de la rue est détruit en avril-mai 1866 pour aménager l'actuel marché aux fleurs, inauguré en 1873.

## Bâtiments remarquables et lieux de mémoire
- Commerce à l'enseigne de La Chasse Royale, tenu par Pierre Bénicourt, ou Bignicourt, époux de Marie Desgroux, est qualifié de « quincaillier ordinaire du Roi », qui est un homme du cardinal de Richelieu et possède une maison de campagne à Bagneux qu'il fait édifier vers 1630.À cette époque, le quincaillier vend également des armes, poudre et plomb et fait donc office d'armurier[13]